# Сігорський Віталій Петрович
Віта́лій Петро́вич Сіго́рський (нар. 19 листопада 1922, с. Бубнівська Слобідка, Черкаська область — 13 серпня 2007, Київ) — український учений, педагог, професор кафедри фізичної та біомедичної електроніки, доктор технічних наук, заслужений діяч науки і техніки України, заслужений професор Національного технічного університету України «Київський політехнічний інститут імені Ігоря Сікорського», ветеран німецько-радянської війни 1941-1945 років.

## Біографія
Народився Віталій Петрович на Черкащині, у селі Бубнівська Слобідка Золотоніського району. Там він виріс, там і до сьогодні його пам’ятають рідні та односельці. Його батько, Петро Сігорський, працював директором заводу, а мама, Марія Лисенко, була вчителькою початкової школи. Школа стала для хлопчика місцем, де він провів перші роки життя, а ходити й читати навчився майже одночасно. 
У 1939 році Віталій Петрович вступає до Харківського інженерно-будівельного інституту. Учитися довелося недовго: у 1940 році його з другого курсу відряджають працювати вчителем фізики й математики до Харківської області. Там не вистачало на той час учителів через початок воєнних дій проти Фінляндії. Коротка кар’єра молодого вчителя скінчилася в 1941 році з початком німецько-радянської війни. Юнака проте не взяли до частин регулярної армії через слабкий зір, але відправили працювати спочатку директором школи до міста Ялуторовськ Тюменської області, а потім до військового льотного училища викладати фізику й математику. І так вже сталося, що вчитель та учні були однолітками.
Після закінчення війни Віталій Петрович продовжив навчання у Львівському політехнічному інституті на електротехнічному факультеті. У той час він уже мав власну сім’ю, тому повинен був і вчитися, і працювати. Та завдяки надзвичайній цілеспрямованості й працелюбності в 1949 році він отримав диплом з відзнакою та вступив до аспірантури цього ж навчального закладу. Через три роки, у 1952 році, він захистив кандидатську дисертацію. Далі обіймав посаду заступника директора з науки Інституту машинознавства та автоматики АН УРСР. Ці роки відзначилися захопливою роботою над теоретичними основами нового для того часу напрямку — автоматизації проєктування із використанням ЕОМ. Як результат — блискучий захист докторської дисертації в 1959 році. У 37 років Віталій Петрович стає наймолодшим доктором технічних наук у своїй науковій царині. З 1959 року він працює в Сибірському відділенні Академії наук СРСР, яке було створене з ініціативи академіка М. О. Лаврентьєва. Віталій Петрович суміщає наукову роботу в Інституті автоматики й електрометрії та викладацьку діяльність у Новосибірському університеті.Понад сорок років, починаючи з 1964 року, життя Віталія Петровича було пов’язане з Київським політехнічним інститутом, який зараз називається Національний технічний університет України «Київський політехнічний інститут імені Ігоря Сікорського». З 1964 по 1971 роки він був завідувачем кафедри промислової електроніки, у 1974 році Віталій Петрович заснував кафедру теоретичної електроніки, яку згодом перейменували на кафедру фізичної і біомедичної електроніки. Ця кафедра мала велику вагу в забезпеченні загальноінженерної підготовки на факультеті електронної техніки. Концепція багатоступеневої підготовки інженерів (загальноосвітня, загальноінженерна, спеціальна), розроблена ним на початку 70-х років минулого століття, дозволила забезпечити єдиний базовий рівень підготовки студентів усіх спеціальностей факультету протягом перших 3,5 років навчання. Під керівництвом професора В. П. Сігорського були створені програми нових загальноінженерних дисциплін, проведено їх узгодження між собою та із загальноосвітніми дисциплінами, розроблене методичне забезпечення, створена низка навчальних лабораторій із найсучаснішим на той час обладнанням. 

## Наукова діяльність
Професором В. П. Сігорським створено наукову школу в галузі теорії та автоматизованого проєктування електронних кіл. Він розробив матричну теорію схем з багатополюсними компонентами, на базі якої розвинулися машинні алгоритми аналізу й синтезу електронних схем, що є основою сучасних систем автоматизованого проєктування. Широковідомі ідеї Віталія Петровича у сфері теорії й синтезу багатозначних елементів і структур дискретної техніки, нових технічних засобів відбору й перетворення інформації, захищені декількома десятками авторських свідоцтв і 22 іноземними патентами.
Віталій Петрович Сігорський є основоположником проблемної адаптації САПР як способу підвищення ефективності й інтелектуалізації систем автоматизованого проєктування.

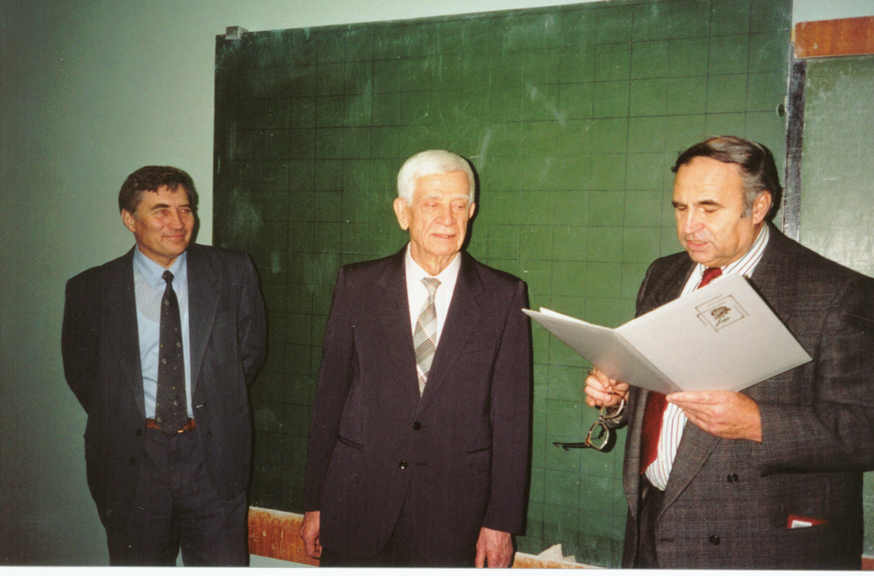
Вітання від учнів: проф. Віталій Григорович Артюхов (ліворуч) і проф. Анатолій Іванович Петренко

Віталій Петрович підготував 30 кандидатів і 10 докторів технічних наук, опублікував 375 наукових праць, зокрема 24 монографії та навчальні посібники, частина яких була видана за кордоном. Серед них «Загальна теорія чотириполюсника», «Методи аналізу електричних схем з багатополюсними компонентами», «Аналіз електронних схем» (вийшла перекладом у Чехословаччині, Польщі, Угорщині), «Багатозначні елементи дискретної техніки», «Алгоритми аналізу електронних схем» (вийшла перекладом у Сполучених Штатах Америки), «Моделювання електронних схем», «Математичний апарат інженера» (два випуски цієї монографії вийшли накладом у 75 тисяч примірників). У цій монографії, з-поміж іншого, наведений простий доказ теореми про визначник суми матриць.
Професор В. П. Сігорський був засновником та впродовж 25 років головним редактором науково-технічного збірника «Автоматизація проєктування в електроніці», було опубліковано 48 його випусків. Віталій Петрович став організатором і керівником республіканського семінару з автоматизації проєктування в електроніці, очолював секцію електронних кіл НТТ радіотехніки та електрозв’язку імені О. С. Попова (РНТТРЕЗ імені О. С. Попова).
Уже 40 років поспіль збирає вчених і дослідників міжнародна конференція «Сучасні проблеми електроніки», ініціатором якої та незмінним головою багато років був Віталій Петрович. З 2009 року ця конференція проводиться його колегами під егідою Інституту інженерів з електротехніки та електроніки (англ. Institute of Electrical and Electronics Engineers, IEEE) під назвою «Електроніка та нанотехнології» (ELNANO).
Професора В. П. Сігорського нагороджено орденом Трудового Червоного Прапора, медаллю «За трудову доблесть», чотирма золотими медалями та Дипломом Пошани ВДНГ СРСР. Він був лауреатом трьох премій Міністерства освіти: за кращу наукову роботу в 1981 і 1987 роках та за досягнення в науковій і методичній роботі в 1998 році. Віталію Петровичу також присвоєне почесне звання «Заслужений діяч науки і техніки України».

## Вшанування пам'яті
Професора Віталія Петровича Сігорського поховано на Байковому кладовищі у Києві. У Національному технічному університеті України «Київський політехнічний інститут імені Ігоря Сікорського» щорічно наприкінці листопада проводиться відкрита студентська олімпіада з теорії електронних кіл «ТЕК». Її організатором виступає кафедра електронної інженерії факультету електроніки. Теорія електронних кіл входить до навчальних планів з підготовки фахівців багатьох галузей інженерії, тому в олімпіаді традиційно беруть участь студенти цілої низки факультетів та інститутів Національного технічного університету України «Київський політехнічний інститут імені Ігоря Сікорського» та інших університетів. 21 листопада 2019 року відбулася вже дванадцята олімпіада. В університеті на честь Віталія Петровича також влаштовано кімнату-музей. 

## Вибрані друковані праці

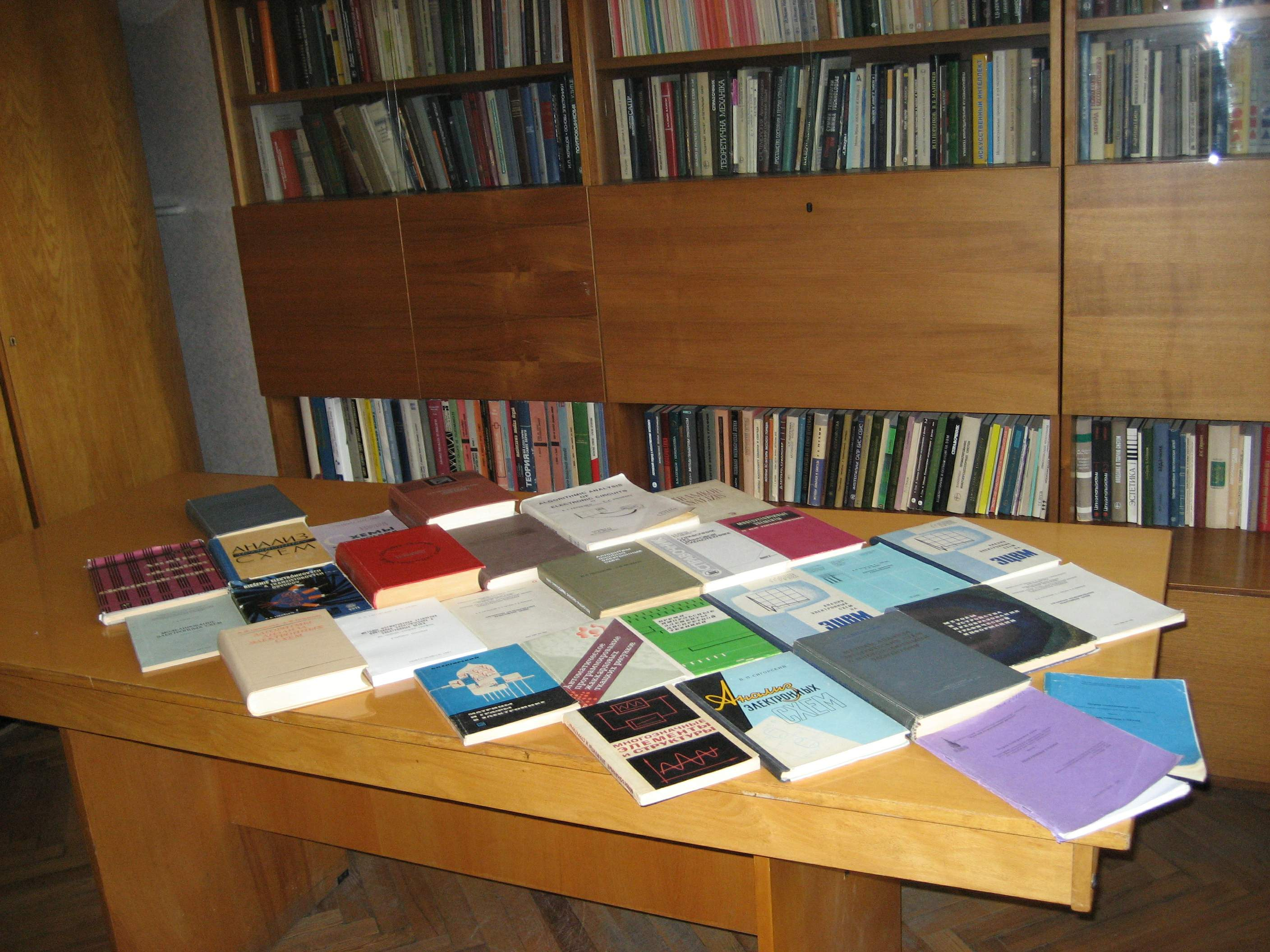
Вибрані друковані праці В.П. Сігорського

1. Сигорский В.П. Общая теория четырехполюсника.– К.: Изд-во Академии Наук Украинской ССР, 1955. – 315 с.
2. Сигорский В.П. Методы анализа электрических схем с многополюсными элементами.– К.: Изд-во Академии Наук Украинской ССР, 1958. – 402 с.
3. Сигорский В.П. Анализ электронных схем.– К.: Гос. изд-во техн. литературы, 1960. – 176 с.
4. Сигорский В.П. Анализ электронных схем. – К.: 1963. – 184 с.
5. Sigorskij V.P. Reišenie elektrónkových a tranzistorových obvodov / Z rus. orig. prel. Teodor Petric. – Bratislava: Slovenske vydavatelstvo technickej literatury, 1963. – 221 s.
6. Сигорский В.П. Анализ электронных схем. Изд. 3-е стереотипное. - К.: Гос. Изд-во техн. литературы, 1964. – 199 с.
7. Сигорский В.П. Анализ электронных схем. - К.: Гос. изд-во техн. лит. УССР, 1964. – 216 с.
8. Сигорский В.П., Ситников Л.С., Утяков Л.Л. Схемы со многими устойчивыми состояниями. – Новосибирск: Редакционно-издательский отдел Сибирского отделения АН СССР, 1965. – 142 с.
9. Sigorski W.P. Analiza ukladow elektronicznych.– Warszawa: Wydawnictwa Naukowo-Techniczne, 1965.– 184 s.
10. Szigorszkij V.P. Aramkor Analizis.– Budapest: Muszaki Konyvkiado, 1966. – 212 s.
11. Многозначные элементы и структуры / Под ред. В. П. Сигорского. М.: Советское радио, 1967. – 208 с.
12. Сигорский В.П., Петренко А.И. Основы теории электронных схем. К.: Техніка, 1967. – 610 с.
13. Сигорский В.П. Матрицы и графы в электронике. – М.: Энергия, 1968. – 176 с.
14. Методы и устройства преобразования графической информации/ Под ред. В. П. Сигорского. – К.: Наукова думка, 1968. – 272 с.
15. Сигорский В.П., Петренко А.И. Алгоритмы анализа электронных схем. – К.: Техніка, 1970. – 396 с.
16. Многоустойчивые элементы и их применение / Под ред. В. П. Сигорского. – М.: Советское радио, 1971. – 320 с.
17. Петренко А.И., Сигорский В.П., Слипченко В.Г., Цурин О.Ф. Анализ электронных схем на ЭЦВМ. – Львов: Издательское объединение «Вища школа», 1975. – 195 с.

18. Сигорский В.П. Математический аппарат инженера. – К.: Техніка, 1975. – 768 с.

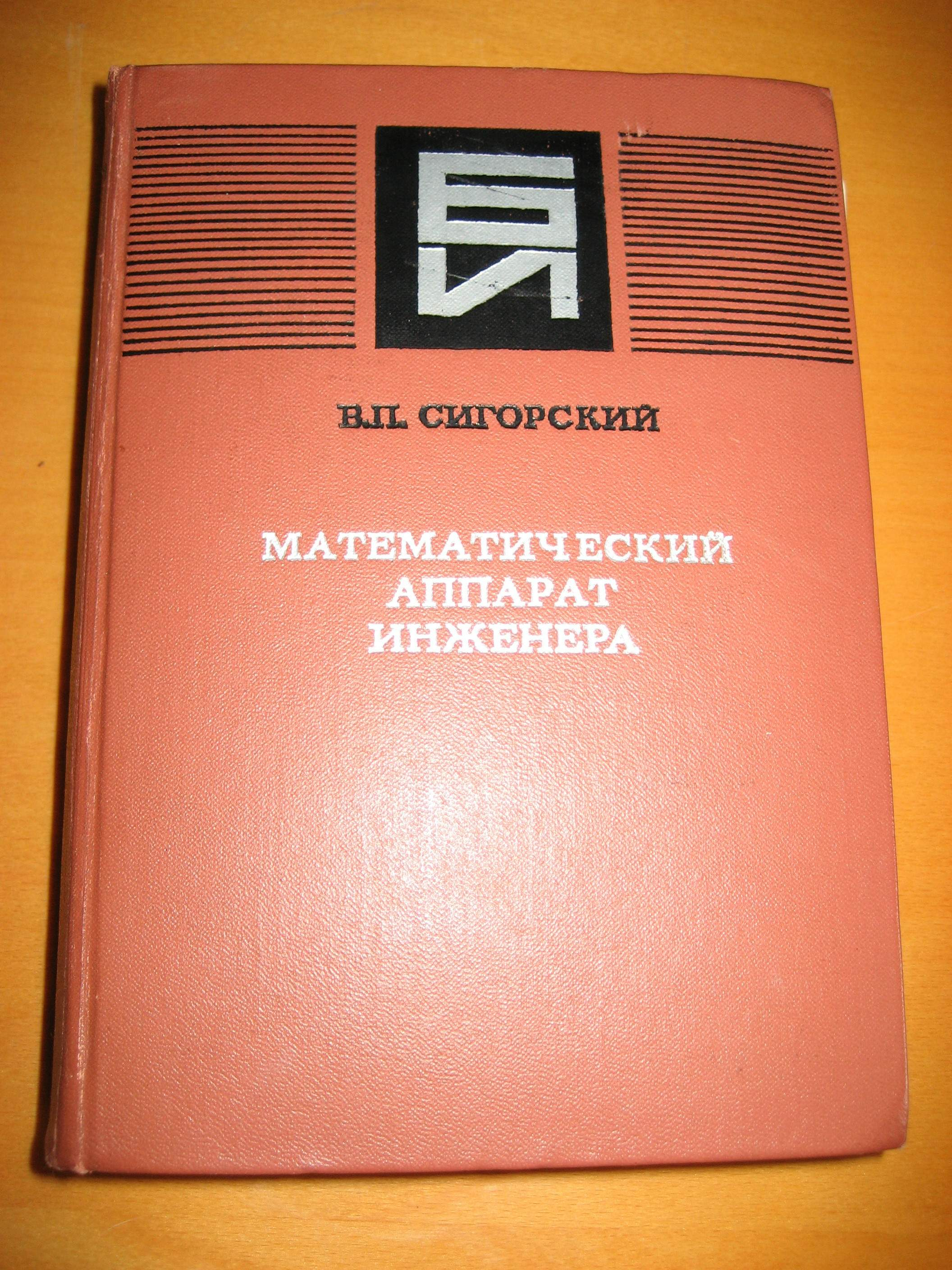
В.П. Сігорський. Математичний апарат інженера

19. Сигорский В.П., Петренко А.И. Алгоритмы анализа электронных схем / Изд. 2-е, перераб. и дополнен. ¬– М.: Советское радио, 1976. – 608 с.
20. Сигорский В.П. Автоматическое программирование жаккардовых ткацких рисунков. – К.: Техніка, 1978. – 192 с.
21. Артюхов В. Г., Денбновецкий С. В., Евсеев Г. Т., Пушняк В. А., Сигорский В. П., Храпак В. И. Времяимпульсные элементы дискретной техники / Под редакцией д-ра техн. наук В. П. Сигорского. – К.: Техніка, 1978. – 224 с.
22. Сигорский В.П. Моделирование электронных схем.– К.: Киевский политехн. ин-т, 1982. – 112 с.
23. Сигорский В.П., Витязь О.А., Минаков В.В. Алгоритмы моделирования резистивных цепей: Учеб. пособие. – К.: УМК ВО, 1988. – 115 с.
24. Petrenko A.I., Sigorsky V.P. Algorithmic analysis of electronic circuits / Translated by C.O. Wilde, Naval Postgraduate School.– Monterey, CA. Edited by S.R. Parker, Rutgers University, NJ.
25. Зубчук В.И., Сигорский В.П., Шкуро А.Н. Справочник по цифровой схемотехнике. – К.: Техніка, 1990. – 448 с.
26. Сигорский В.П., Зубчук В. И., Шкуро А. Н. Элементы цифровой схемотехники: Учебное пособие. – К.: УМК ВО, 1990. – 228 с.

27. Сигорский В. П., Шеин А. Б. Методы формирования уравнений состояния электрических и электронных цепей на основе теории графов: Учеб. пособие / Типография ССМ, Новосибирск, 1997. – 224 с.